# Bourreria andrieuxii
Bourreria andrieuxii är en strävbladig växtart som först beskrevs av A. Dc., och fick sitt nu gällande namn av Hemsley. Bourreria andrieuxii ingår i släktet Bourreria och familjen strävbladiga växter. Inga underarter finns listade i Catalogue of Life.